# Pedregal Moctezuma 1.ª Sección (Ejido)
Pedregal Moctezuma 1.ª Sección es una localidad del municipio de Huimanguillo ubicado en la subregión de la Chontalpa del estado mexicano de Tabasco.

## Geografía
La localidad de Pedregal Moctezuma 1.ª Sección se sitúa en las coordenadas geográficas 17°38′37″N 93°38′28″O / 17.643611, -93.641111, a una elevación de 51 metros sobre el nivel del mar.

## Demografía
Según el Conteo de Población y Vivienda 2020, efectuado por el Instituto Nacional de Estadística y Geografía, la localidad de Pedregal Moctezuma 1.ª Sección tiene 695 habitantes, de los cuales 346 son del sexo masculino y 349 del sexo femenino. Su tasa de fecundidad es de 2.69 hijos por mujer y tiene 167 viviendas particulares habitadas.
| Gráfica de evolución demográfica de Pedregal Moctezuma 1.ª Sección entre 1970 y 2020 |
|                                                                                      |
| INEGI.                                                                               |